# چاندریکا کوماراتونگا
چاندریکا بندرانایکه کوماراتونگا 
(به سینهالی: චන්ද්‍රිකා බන්ඩාරනායක කුමාරතුංග) (به تامیلی: சந்திரிகா பண்டாரநாயக்க குமாரதுங்க) (زاده ۲۹ ژوئن ۱۹۴۵) سیاست‌مدار اهل سری‌لانکا بود که چهارمین رئیس جمهور این کشور از ۱۲ نوامبر ۱۹۹۴ تا ۱۹ نوامبر ۲۰۰۵ بود
وی رهبر کنونی حزب آزادی سری‌لانکا است و در عین حال رهبری ائتلاف آزادی خلق متحد (ائتلافی انتخاباتی به رهبری حزب آزادی) را هم به عهده دارد.
چاندریکا کوماراتونگا دختر سیریماوو باندرانایکه می‌باشد